# Dissodactylus primitivus
Espèce
Dissodactylus primitivus est un crabe de la famille des Pinnotheridae vivant en symbiose avec deux espèces d'oursins spatangoïdes.

## Distribution
Ce crabe se retrouve exclusivement en Atlantique ouest tout le long de l'arc antillais et le long des côtes américaines de la Floride au Venezuela.

## Caractères de la symbiose
Il s’agit d’une symbiose spécifique : elle n’implique que deux espèces hôtes Meoma ventricosa et Plagiobrissus grandis membres de la famille des Brissidae. Ces hôtes ont la particularité d’être de grande taille, les adultes pouvant atteindre une vingtaine de cm de long (Chesher 1969)  . La symbiose est considérée comme du parasitisme depuis les observations de Telford qui a relevé que le crabe s’attaquait aux piquants de son hôte. Cet auteur note cependant qu’une partie (50-40 %) de la nourriture de D. primitivus est constituée de diatomées et de foraminifères.
Telford  note une charge parasitaire moyenne de 4,3 crabes / hôte (avec un maximum de 14 crabes/ hôte). Il observe également un taux de prévalence qui oscille de 75 à 100 % en fonction des sites étudiés.
Selon Chesher (1969), D. primitivus ne serait pas un parasite très virulent. Cependant, Telford (1982) montre que ce crabe est à l’origine de lésions à la surface de l’échinide. Il observe que le crabe se nourrit, en partie, en coupant et en ingérant les piquants et les pédicellaires de son hôte au moyen de ses chélipèdes. Il suggère ainsi que D. primitivus se nourrit à 50-60 % du tissu de son hôte, le reste de son alimentation se composant de microorganismes.

## Référence
- Bouvier, 1917 : Gonoplacidés et Pinnothéridés nouveaux recueillis au cours des campagnes américaines du "Hassler" et du "Blake". Bulletin du Muséum Nationale d'Histoire Naturelle de Paris, vol. 23, n. 1/7, p. 391-398.